# 堵轉力矩
堵轉力矩（stall torque）或靜止力矩，是指當機械設備轉速為零（堵轉）時的力矩。馬達、蒸汽機及液力變矩器在堵轉時，都可以產生力矩。

## 馬達
交流馬達在堵轉時（有交流電壓輸入，但馬達不轉動）仍然可以產生力矩 ，不過因為此時電流為最大值，可能會有馬達過熱或受損的問題。
「最大允許堵轉力矩」是指馬達在堵轉條件時可以長期輸出此大小的力矩，並且不會造成馬達的毀壞。

## 液力變矩器
若液力變矩器（力矩轉換器）的負載不允許渦輪（輸出級）轉動，而泵浦（輸入級）仍在驅動，此時輸出的力矩即為堵轉力矩。若堵轉維持較長的時間，可能會因過熱而產生損壞。

## 引擎
在汽油引擎或柴油引擎的例子中，堵轉力矩是指使引擎停止不轉動的負載。力矩大小依引擎的轉速及閥門開啟的情形而定。